# Saison 5 de The Fosters
Chronologie
Saison 4
Cet article est le guide des épisodes de la cinquième saison de la série télévisée The Fosters.

## Synopsis
Un couple de lesbiennes, Steph Foster, policière, et Lena Adams, proviseur adjoint dans un lycée sont les heureuses mamans de trois enfants : Brandon, le fils biologique de Stef, eu avec un précédent mari et des jumeaux adoptés, une fille nommée Mariana et un garçon appelé Jesus. Leur équilibre familial est bousculé lorsqu'elles accueillent une adolescente rebelle au sein de leur foyer…

## Distribution

### Acteurs principaux
- Teri Polo : Stefanie « Stef » Marie Adams Foster
- Sherri Saum : Lena Elizabeth Adams Foster
- Maia Mitchell : Callie Quinn Adams Foster
- David Lambert : Brandon Foster
- Cierra Ramirez : Mariana Adams Foster
- Hayden Byerly (en) : Jude Jacob Adams Foster
- Danny Nucci : Michael « Mike » Foster
- Noah Centineo : Jesus Adams Foster

### Acteurs récurrents
- Meg DeLacy : Grace Muller
- Lisseth Chavez : Ximena Sinfuego
- Amanda Leighton : Emma Kurtzman
- Elliot Fletcher : Aaron Baker
- Brandon Quinn : Gabriel Duncroft
- Kristen Ariza : Tess Bayfield
- Christopher Meyer : Logan Bayfield
- Izabela Vidovic : Taylor Shaw
- Kalama Epstein : Noah Walker
- Tyler Alvarez : Declan Rivers

## Production
Le 10 janvier 2017, la série est renouvelée pour une cinquième saison et atteindra les 100 épisodes.

## Diffusion
- Aux États-Unis, la saison est diffusée depuis le 11 juillet 2017 sur Freeform.

## Liste des épisodes

### Épisode 1: Résister (Resist)
États-Unis /  Canada : 11 juillet 2017 sur Freeform / ABC Spark
- États-Unis : 872 000 téléspectateurs[2]

### Épisode 2: L'Exterminatrice (Exterminate Her)
États-Unis /  Canada : 18 juillet 2017 sur Freeform
- États-Unis : 687 000 téléspectateurs[3]

### Épisode 3: Contact (Contact)
États-Unis /  Canada : 25 juillet 2017 sur Freeform
- États-Unis : 764 000 téléspectateurs[4]

### Épisode 4: Trop rapide, trop dangereux (Too Fast, Too Furious)
États-Unis /  Canada : 1er août 2017 sur Freeform
- États-Unis : 657 000 téléspectateurs[5]

### Épisode 5: Préoccupations (Telling)
États-Unis /  Canada : 8 août 2017 sur Freeform
- États-Unis : 694 000 téléspectateurs[6]

### Épisode 6: Bienvenue dans la jungle (Welcome to the Jungler)
États-Unis /  Canada : 15 août 2017 sur Freeform
- États-Unis : 612 000 téléspectateurs[7]

### Épisode 7: Une seconde chance (Chasing Waterfalls)
États-Unis /  Canada : 22 août 2017 sur Freeform
- États-Unis : 586 000 téléspectateurs[8]

### Épisode 8: Les fiançailles (Engaged)
États-Unis /  Canada : 29 août 2017 sur Freeform
- États-Unis : 577 000 téléspectateurs[9]

Yvette Monreal : Adriana Gutierrez

### Épisode 9: Le bal (Prom)
États-Unis /  Canada : 5 septembre 2017 sur Freeform
- États-Unis : 743 000 téléspectateurs[10]

### Épisode 10: Le refuge (All In)
États-Unis /  Canada : 9 janvier 2018 sur Freeform

### Épisode 11: Invisible (Invisible)
États-Unis /  Canada : 16 janvier 2018 sur Freeform

### Épisode 12: #JeSuisAmericaine (#IWasMadeInAmerica)
États-Unis /  Canada : 23 janvier 2018 sur Freeform

### Épisode 13: Les pieds dans le sable (Line in the Sand)
États-Unis /  Canada : 30 janvier 2018 sur Freeform

### Épisode 14: Cicatrices (Scars)
États-Unis /  Canada : 6 février 2018 sur Freeform

### Épisode 15: La fête des mères (Mother's Day)
États-Unis /  Canada : 13 février 2018 sur Freeform

### Épisode 16: Adieu, fantôme (Giving Up the Ghost)
États-Unis /  Canada : 27 février 2018 sur Freeform

### Épisode 17: La métamorphose (Makeover)
États-Unis /  Canada : 6 mars 2018 sur Freeform (chaîne de télévision)

### Épisode 18: Dis-moi oui (Just Say Yes)
États-Unis /  Canada : 13 mars 2018 sur Freeform

### Épisode 19: Tous les chemins (Many Roads)
États-Unis /  Canada : 13 mars 2018 sur Freeform

### Épisode 20: Voici les Foster (Meet the Fosters)
États-Unis /  Canada : 4 juin 2018 sur Freeform

### Épisode 21: Les îles  Turquoises (Turks & Caicos)
États-Unis /  Canada : 5 juin 2018 sur Freeform

### Épisode 22: titre français inconnu (Where the Heart Is)
États-Unis /  Canada : 6 juin 2018 sur Freeform